# Пари-Матч

Букмекерская компания Parimatch. Основана в 1994 году

Parimatch — бренд международной холдинговой компании, которая проводит букмекерскую деятельность.

## Деятельность
Бренд был придуман в 1994 году. Первая украинская букмекерская компания ООО «Пари-Матч» (укр. ТОВ «Парі-Матч») была зарегистрирована 11 сентября 1995 года.
Компания начала вести букмекерскую деятельность, стали открываться пункты приёма ставок. Первое время компания работала только на территории Украины. В 1998 году компания предоставила франшизу на российском рынке. В 2004 начинает работу в Беларуси. В 2005 — в Молдавии и Грузии. В 2015 году холдинг начал свою деятельность в Казахстане.
В 2014 году холдинг вышел за пределы СНГ — была получена лицензия Кюрасао, а ещё через год — лицензия Олдерни, одного из Нормандских островов, часть коронного владения Британской короны Гернси. В 2018 — начало деятельности в Танзании и на Кипре. В 2021 — в Индии.
В 2000 году компанией был запущен в 2000 году и стал одним из первых среди букмекерских контор в регионе СНГ. В декабре 2021 года холдинг приобрёл организацию по маркетингу производительности «Mr.Fish» в дополнение к онлайн-покер-руму «PokerMatch».
В 2009 году из-за запрета игрового бизнеса компания уходит с территории Украины, продолжая работать в онлайн-сегменте, а также в других странах. По той же причине компании приходится покинуть территорию Молдавии, где в 2016 году также был принят законодательный запрет относительно игрового бизнеса.
Бренд-амбассадорами становятся Конор Мак-Грегор и Майк Тайсон, партнерами становятся футбольные клубы «Лестер Сити» и «Ювентус». Представителем бренда на территории Украины становится компания «Parimatch Ukraine». В марте 2021 года «Париматч» стала первой букмекерской компанией на территории Украины, купившей лицензию после принятия нового постановления местного парламента.

### После 24 февраля 2022 года
До 24 февраля 2022 года «Parimatch Tech» предоставлял российскому партнёру франшизу — в частности, права на использование бренда и технической платформы. После начала российско-украинской войны, в марте 2022 года франшиза была отозвана, а сотрудничество с франчайзи — прекращено, вместе с тем домен и торговая марка ещё некоторое время оставались активными.
В апреле 2022 года «Parimatch» объявила о реструктуризации своего руководства, назначив Максима Ляшко новым генеральным директором организации, поскольку Роман Сиротян (бывший генеральный директор) перешел на иную руководящую должность. В июне стало известно, что компания продала белорусскую часть бизнеса местному менеджменту (локальные CEO Юлия Лешкова и главный бухгалтер Татьяна Тонкавич) за €1.5 млн, что по данным представителей компании, составило 5-7 % от стоимости местного бизнеса. 30 июня в «Parimatch» заявили о полном прекращении работы в Белоруссии.
В мае 2022 года «Parimatch» продолжила реализацию плана компании по международной экспансии, открыв новый европейский центр в Праге (Чехия). Кроме того, новый офис дал возможность обеспечить рабочие условия для сотрудников компании из Украины. Предыдущий научно-исследовательский центр компании находился в Киеве, но был перенесен из соображений безопасности из-за военных действий вокруг столицы.
В декабре 2023 года Максим Ляшко покинул пост CEO группы компаний Parimatch.
В сентябре 2024 года Катерина Белорусская продала свой контрольный пакет акций Parimatch Group Сергею Портнову. Впоследствии Портнов стал единственным владельцем Parimatch Group, выкупив некоторые доли миноритарных акционеров.

## Социальные проекты
Весной 2022 года была начата серия благотворительных аукционов по продаже коллекционных вещей из музея Parimatch Ukraine. Вырученные средства компания направила на помощь Украине: лекарства, бронежилеты, тепловизоры и т. д. Был проведен европейский благотворительный аукцион в поддержку Украины, лотами были футболки от известных спортсменов: Пеле, Карима Бензема, Уэйна Руни и Луиша Фигу.
С апреля 2022 г. Parimatch Foundation с фондом WeHelpUkrainians и британскими врачами реализуют проект Ukraine Hospitals Appeal в поддержку украинских больниц.
В мае 2022 г. «Parimatch» объявила, что организовала фонд «Париматч» и выделила 510 000 евро на поддержку народа Украины. Фонд, изначально созданный для образовательных и спортивных проектов, перераспределил свои ресурсы на помощь украинским женщинам и детям во время гуманитарного кризиса.
В ноябре 2022 года компания стала партнёром фандрейзинговой платформы United24. Также в ноябре было заявлено, что за период российско-украинской войны оказанная фондом помощь Украине составила 280 млн грн. в денежном эквиваленте.
В декабре 2022 года United24 вместе с Parimatch запустили международную кампанию Light up Christmas for Ukrainians для сбора средств на генераторы для украинских больниц.
В марте 2023 Parimatch Ukraine в партнерстве с Министерством здравоохранения создали первый в Украине Банк долгосрочного хранения крови.

## Спонсорство
- 2015—2017 — партнёр украинской футбольной Премьер-лиги сезонов 2015/16 и 2016/17, турнир был переименован в «Лига Пари-Матч»[30]
- 2015—2016 — партнёр львовского ФК «Карпаты»[31]
- 2016—2019 — партнёр кипрского ФК АПОЭЛ[32]
- август 2016 — спонсор Чемпионата Украины по баскетболу дивизиона А (Суперлига), спонсор национальной сборной Украины по баскетболу. С 17 августа 2016 года чемпионат был назван «Суперлига Пари-Матч»[33]
- 2019 — титульный партнёр донецкого ФК «Шахтёр»[34]
- сентябрь 2020 — ФК «Лестер Сити»[35]
- сентябрь 2020 — ФК «Ювентус»[36]
- сентябрь 2020 — ФК «Эвертон»[37]
- 2021 — ФК «Мариуполь»[38]
- 2021 — титульный партнёр ФК «Черноморец»[39]
- 2021 — ФК «Челси»[38]
- 2021 — партнёр Федерации киберспорта Украины и Чемпионата Украины по CS: GO и Dota 2[40]
- 2022 — компания стала партнёром украиноязычной трансляции турнира Blast Premier: Spring Showdown 2022 от WePlay Esports[41]
- 2023 — партнёр «Ботафого» (Бразилия)[42]

## Амбассадоры бренда
- 2019 — чемпион UFC Конор Макгрегор[43]
- 2019 — бывший боксер Майк Тайсон[44]
- июль 2020 — Марина Мороз, первая украинка в UFC[45]
- 24 июля 2020 — киберспортсмен Даниил «Zeus» Тесленко[46]
- 2021 — Марсело Аугусто Давид[47]
- 2021 — Александр Усик[48]